# Жиро, Жеральдин
Жеральди́н Жиро́ (фр. Géraldine Girod; род. 24 февраля 1970, Шамони-Мон-Блан) — французская кёрлингистка.
В составе женской сборной Франции участница трёх чемпионатов Европы (лучший результат — седьмое место в 1991). Также участница демонстрационного турнира по кёрлингу на Зимних Олимпийских играх 1992 (женская сборная Франции заняла седьмое место). В составе юниорской женской сборной Франции участница четырёх чемпионатов мира (лучший результат — седьмое место в 1988, 1990, 1991) и двух чемпионатов Европы (оба раза — седьмое место).
Играла в основном на позиции второго.

## Команды
| Сезон   | Четвёртый       | Третий              | Второй              | Первый              | Запасной       | Турниры                   |
| ------- | --------------- | ------------------- | ------------------- | ------------------- | -------------- | ------------------------- |
| 1985—86 | Véronique Girod | Жеральдин Жиро      | Chrystelle Fournier | Karine Caux         |                | ЧЕЮ 1986 (7 место)        |
| 1986—87 | Véronique Girod | Жеральдин Жиро      | Chrystelle Fournier | Karine Caux         |                | ЧЕЮ 1987 (7 место)        |
| 1987—88 | Karine Caux     | Жеральдин Жиро      | Chrystelle Fournier | Véronique Girod     |                | ЧМЮ 1988 (7 место)        |
| 1988—89 | Karine Caux     | Laurence Bibollet   | Chrystelle Fournier | Véronique Girod     | Жеральдин Жиро | ЧМЮ 1989 (8 место)        |
| 1989—90 | Karine Caux     | Laurence Bibollet   | Chrystelle Fournier | Véronique Girod     | Жеральдин Жиро | ЧМЮ 1990 (7 место)        |
| 1990—91 | Karine Caux     | Laurence Bibollet   | Жеральдин Жиро      | Chrystelle Fournier |                | ЧЕ 1990 (8 место)         |
| 1990—91 | Karine Caux     | Chrystelle Fournier | Жеральдин Жиро      | Tania Ducroz        | Helene Ducroz  | ЧМЮ 1991 (7 место)        |
| 1991—92 | Анник Мерсье    | Брижит Лами         | Клэр Ньятель        | Брижит Коллар       | Жеральдин Жиро | ЧЕ 1991 (7 место)         |
| 1991—92 | Анник Мерсье    | Брижит Лами         | Жеральдин Жиро      | Клэр Ньятель        | Брижит Коллар  | ЗОИ 1992 (демо) (7 место) |
| 1992—93 | Анник Мерсье    | Катрин Лефевр       | Жеральдин Жиро      | Клэр Ньятель        |                | ЧЕ 1992 (10 место)        |

(скипы выделены полужирным шрифтом)